# Harvey (opera teatrale)
Harvey è una commedia della drammaturga statunitense Mary Chase, vincitrice del Premio Pulitzer per la drammaturgia nel 1945. La piece fu un grande successo e rimase in scena a Broadway per 1775 repliche. Nel 1950 Henry Koster diresse l'omonimo film premio Oscar, con James Stewart nel ruolo del protagonista.

## Trama
Elwood P. Dowd è un adorabile signore che afferma di vedere un puck sotto forma di un coniglio alto quasi un metro e novanta. Il coniglio si chiama Harvey ed è il migliore amico di Elwood, che lo presenta con orgoglio a chiunque incontri, suscitando non poco imbarazzo nella sorella Veta. Temendo che la presunta pazzia del fratello possa ostacolare la figlia nel contrattare un matrimonio vantaggioso, Veta fa internare il fratello in un ospedale psichiatrico. Qui comincia una vera e propria commedia degli equivoci, dal momento che il dottor Sanderson fa ricoverare Veta, scambiandola per la persona malata di mente. Alla fine Veta si rende conto di amare il fratello così com'è, lo fa dimettere e comincia a credere lei stessa in Harvey.

## Citazioni letterarie
Il personaggio di Harvey e il nome di Mary Chase, vincitrice del Premio Pulitzer per la drammaturgia, vengono citati da Phyllis Curott nel suo celebre romanzo wicca di successo Il sentiero della dea, quando la protagonista sospetta la presenza di un pooka di nome Harvey all'interno della sua abitazione, a causa di strane interferenze elettriche, dopo un potente lavoro magico (Roma, Edizioni Venexia, 2012, pag.250).